# (8251) Isogai
Pour les articles homonymes, voir Isogai.
(8251) Isogai est un astéroïde de la ceinture principale aréocroiseur. Il porte le nom de Rensuke Isogai (né en 1941), un camarade de classe du découvreur.

## Description
(8251) Isogai est un astéroïde aréocroiseur. Il présente une orbite caractérisée par un demi-grand axe de 2,25 UA, une excentricité de 0,26 et une inclinaison de 3,2° par rapport à l'écliptique.

## Compléments